# Linda Briceño
Linda Briceño là một nhạc sĩ, người thổi kèn, nhà sản xuất và ca sĩ người Venezuela. Cô đã được trao giải Nhà sản xuất của năm tại Giải thưởng Grammy Latin thường niên lần thứ 19, trở thành người phụ nữ đầu tiên từng giành giải thưởng.
Briceño lớn lên ở Caracas, Venezuela, học bộ gõ và kèn cổ điển ở El Sistema, một chương trình giáo dục cũng sản xuất Gustavo Dudamel, Diego Matheuz và Pedro Eustache. Dưới sự bảo trợ của Mireya Cisneros, Alberto Vollmer, Juan Luis Guerra và Arturo Sandoval, Briceño đã chuyển đến Thành phố New York vào năm 2013.
Vào năm 2014, Briceño đã phát hành Tiempo, đạt được đề cử Grammy Latin cho Nghệ sĩ mới xuất sắc nhất và Album nhạc pop truyền thống. Năm 2018, phát hành đĩa đơn "Eleven" dưới tên Ella Bric and the Hidden Numbers, cũng như sản xuất album Segundo Piso của MV Caldera.
| Năm  | Phát hahnhf  | Vai trò               | Giải thưởng                                          |
| ---- | ------------ | --------------------- | ---------------------------------------------------- |
| 2014 | Tiempo       | nghệ sĩ               | Grammy Latin, Album Pop truyền thống [được đề cử]    |
| 2014 | Tiempo       | nghệ sĩ               | Latin Grammy, Nghệ sĩ mới xuất sắc nhất [được đề cử] |
| 2018 | Mười một     | nghệ sĩ, nhà sản xuất | Grammy Latin, Nhà sản xuất xuất sắc nhất [won]       |
| 2018 | Segundo Piso | nhà sản xuất          | Grammy Latin, Nhà sản xuất xuất sắc nhất [won]       |